# Pellérd
Pellérd község Baranya vármegyében, a Pécsi járásban.

## Fekvése
Pécs délnyugati szomszédságában, a város központjától körülbelül 7 kilométerre, a Pécsi-síkságon helyezkedik el. A további szomszédos települések: kelet felől Keszü, dél felől Gyód, Regenye és Görcsöny, délnyugat felől Aranyosgadány, nyugat felől Bicsérd, északnyugat felől pedig Cserkút.

### Megközelítése
A község Pécs felől két irányból is megközelíthető. Legfontosabb közúti megközelítési útvonala a községet észak-déli irányban átszelő 5801-es út, amely a 6-os főúttól húzódik az ormánsági Vajszlóig. Emellett elérhető a település Pécs Megyer városrésze felől is, az 5816-os úton, amely csökkenti a falu átmenő forgalmát.
Közösségi közlekedéssel való megközelíthetősége a térség más településeihez mérten igen jónak mondható, még azzal együtt is, hogy egykori vasútvonala, a Pécs–Harkány–Donji Miholjac-vasútvonal 1976-ban megszűnt.

## Története
A község múltja a régészeti leletek alapján a római korra nyúlik vissza. A honfoglalást követő időben Pellérd környékén az Aba nemzetség birtokai terültek el, s ekkorra tehető a község kialakulása is. A település neve először egy 1305-ös oklevélen jelent meg Pelerd formában, ami egy keresztény kun uraság nevéből, a Beler névből származtatható.
A török időkben a község gyakorlatilag teljesen elpusztult, de a török kiűzése után nagyon hamar benépesült. Ezt bizonyítja, hogy mai templomát 1700-ban, – Szent Margit szűz tiszteletére – szentelték fel. A falu utolsó birtokosa létesítette a halastavakat. Itt volt az ország első selyemszövő gyára.

## Idegen elnevezései
A település horvát neve a szőkeiek által használt Pelir. A szigetváriak Pelerda alakot használták a falura.

## Címerének leírása
Álló, fekete vonallal kiemelt égszínkék színű tárcsapajzs alsó harmadában szürkésfehér színű ekevas és csoroszlya lebeg szimbolizálva a település mezőgazdasága hagyományait, jelentőségét. Közöttük olvasható az 1305-ös évszám a település nevének írott forrásban történt első említésének évszáma. Az évszámból jobbra felfelé zöldszárú és nyolc zöld levelű, négy bordó-fekete termést tartalmazó eperfaág indul ki. A szőlővessző jelképezi a település szőlőtermesztési hagyományait, az eperfaág a helyi selyemhernyó tenyésztés történetét. A szőlővessző és az eperfaág között szürkésfehér színű bástya található három kapuval és négy bástyafokkal. A bástya, mely megtalálható Baranya vármegye címerében is, megjeleníti a település Baranyához való tartozását. A címerpajzs alatt, annak alsó részéhez illeszkedik egy a két végén kétszer meghajtott, a végén háromszög alakban bevágott világoskék színű sáv, melynek színe két oldalról fokozatosan világosodik, benne fekete nagybetűkkel a település neve: Pellérd.

## Közélete

### Polgármesterei
- 1990–1994: Metzing József (független)[4]
- 1994–1998: Metzing József (független)[5]
- 1998–2002: Metzing József (független)[6]
- 2002–2006: Metzing József (független)[7]
- 2006–2010: Metzing József (független)[8]
- 2010–2014: Tajti Zoltán (független)[9]
- 2014–2019: Tajti Zoltán (független)[10]
- 2019–2024: Tajti Zoltán (független)[11]
- 2024– : Tajti Zoltán (független)[1]

## Népesség
A település népességének változása:
| Lakosok száma | 2255 | 2275 | 2272 | 2245 | 2329 | 2351 | 2324 | 2327 |
|               | 2013 | 2014 | 2015 | 2019 | 2021 | 2022 | 2023 | 2024 |

A 2011-es népszámlálás során a lakosok 85,3%-a magyarnak, 1,1% cigánynak, 1,5% horvátnak, 0,3% lengyelnek, 2,4% németnek, 0,4% románnak mondta magát (14,4% nem nyilatkozott; a kettős identitások miatt a végösszeg nagyobb lehet 100%-nál). A vallási megoszlás a következő volt: római katolikus 46,1%, református 5,7%, evangélikus 1,4%, görögkatolikus 0,2%, felekezeten kívüli 20,9% (24,6% nem nyilatkozott).
2022-ben a lakosság 88,6%-a vallotta magát magyarnak, 1,7% németnek, 1,4% horvátnak, 1,1% cigánynak, 0,3% románnak, 0,1% görögnek, 0,1% szerbnek, 2,8% egyéb, nem hazai nemzetiségűnek (11,2% nem nyilatkozott; a kettős identitások miatt a végösszeg nagyobb lehet 100%-nál). Vallásuk szerint 33% volt római katolikus, 3,7% református, 0,6% evangélikus, 0,4% görög katolikus, 1% egyéb keresztény, 0,4% egyéb katolikus, 16,2% felekezeten kívüli (44,4% nem válaszolt).

## Nevezetességei
- Brázay Kálmán-kastély - műemlék.
- Brázay kastélypark - romantikus ihletettségű mesterséges barlanggal és csónakázótóval.
- Szent Margit templom,
- Szent Kereszt Kápolna,
- Református templom,
- Szent Orbán szobor,
- A községháza és új általános iskola (Fő tér 4.) modern tömbjét Getto Tamás pécsi építész tervezte.

- A községben még számos, eredeti állapotában megőrzött tornácos parasztház, illetve iparosház található. Az Önkormányzat segíti a még meglévő építészeti értékek megőrzésében az ingatlantulajdonosokat.
- Pellérd Bem utca 6. szám alatti Kemény Bence Emlékmúzeum

### Szőlőhegy
- A pellérdi szőlőhegyen már a török hódoltság ideje alatt is jelentős szőlőtermelés folyt. A terület nagysága 60 hektár. A Szőlőhegy mára turisztikai programmá vált, ahol szép természeti környezetben, finom borokat kóstolhatnak az ideérkezők. A településen információs táblarendszer segíti a tájékozódást.